# Yolanda Pantin
Yolanda Pantin (Caracas, Venezuela, 10 de octubre de 1954) es una escritora venezolana que ha cultivado principalmente la poesía, aunque también ha incursionado en la literatura infantil, el teatro y el ensayo.

## Biografía

### Primeros años
Nacida en Caracas —la mayor de once hermanos—, pasó sus primeros años en la desaparecida hacienda Paya (en Turmero, una pequeña ciudad del estado Aragua), que pertenecía a la familia Tovar desde mediados del siglo XVII. Además de los Tovar, mantuanos afincados en Venezuela desde la colonia, su familia proviene de distintos linajes de comerciantes y hacendados de Martinica, Trinidad y Cuba. Este pasado ligado a la historia colonial de América, a la lucha de clases y a los movimientos insurgentes que dieron lugar a las democracias republicanas del continente, forman parte del imaginario de Pantin. Temas como la esclavitud en el Caribe, la estructura feudal de la hacienda, la formación de la república venezolana, la violencia política de los siglos XX y XXI son recurrentes en su obra.
En una entrevista con el escritor Eduardo Sánchez Rugeles, Pantin dice sobre su infancia en la hacienda: "Mi niñez fue un asombro permanente, porque desde la ventana de mi cuarto podía escuchar el parto de las yeguas".Cuando el presidente Rómulo Betancourt impulsa la reforma agraria, la hacienda Paya fue expropiada. Dice Patin: "Fue mi primera conciencia de la pérdida. Después de eso nos mudamos a la hacienda San Pablo que fue en la que yo crecí, pero la pérdida de la casa familiar entristeció mucho a mi abuelo. Años más tarde cayó en la quiebra".
Pantin declara haber tenido desde muy pequeña una consciencia de su historia, que en su caso era la historia de la pérdida de los privilegio coloniales de las distintas ramas de su familia. Primero, la de los criollos martiniquenses, expulsados de la isla luego de las revueltas de esclavos; después, la de su rama cubana que pierde la hacienda a causa del primer levantamiento de esclavos en Cuba; y finalmente, la expropiación de la Hacienda Paya durante la reforma agraria de Betancourt. Para Pantin, exponer las sombras de su historia familiar es lo que le ha permitido construir su obra: "Expuesta la sombra me queda la luz. Y la búsqueda de otra cosa. Es como decir, echen su cuento, yo les voy a contar el mío, que entiendo que puede estar conectado con otras historias. Esa suma de pérdidas, pérdida con pérdida, de alguna manera hacen clic y ahí está el diálogo. Una vez que ocurre, yo me libero y existe otra posibilidad, la posibilidad de poder ver la luz."
En esos espacios rurales despertó la sensibilidad artística de Pantin. Una de sus abuelas era pintora (escondida bajo un pseudónimo masculino) y su padre era aficionado a la poesía de Rubén Darío, que Pantin aprendió a recitar de memoria.
En Maracay estudió Artes en la Escuela de Artes Plásticas (hoy Escuela de Artes Visuales Rafael Monasterios) y en 1974 se trasladó a la capital venezolana para cursar Letras en la Universidad Católica Andrés Bello.

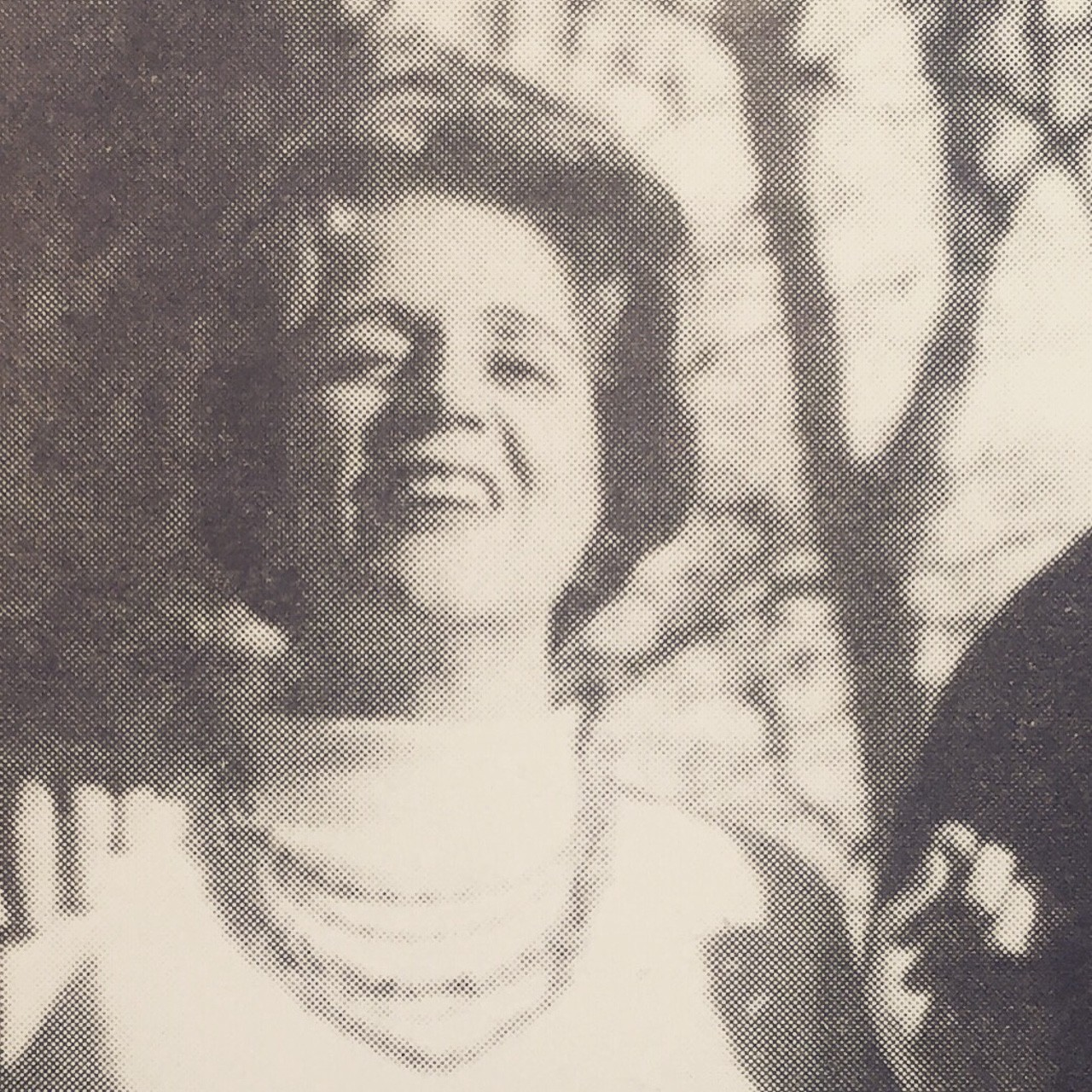
Antonia Palacios, directora del taller Calicanto y mentora de Pantin.

### Calicanto (años 70)
Pantin, a quien se la incluye en la generación literaria de 1978, fundó ese año el grupo Rastros. En la revista que editaban y que ella misma ilustró aparecieron sus primeros textos y ya al año siguiente ganó mención honrosa en el premio Francisco Lazo Martí con Casa o lobo, su primer poemario que saldría a luz en 1981 en Monte Ávila. 
Ingresó en 1979 en el taller literario «Calicanto», dirigido por la escritora Antonia Palacios, en el cual se codeó con diversos escritores de su generación.
Fue en Calicanto que Pantin desarrolla Casa o lobo, donde trata el tema de la infancia en un entorno rural, el pasado colonial y la casa como figura siniestra. Para Raquel Abden van Dalen, "la infancia buscada vuelve al presente para tomar corporalidad como casa y como animal, como lo seguro y lo desconocido, revelando el funcionamiento primario de esa arquitectura que nos atrevemos a llamar hogar. Aquí lo geológico y lo humano se engarzan en la figura del árbol genealógico que recorre las capas ancestrales de la familia". Gina Saraceni señala por su parte que Pantin “vuelve al origen, a las figuras tutelares, a los paisajes de la infancia, al pasado nacional, a la memoria colectiva para verlos ‘por segunda vez’ y releer sus archivos más ocultos”.

### Grupo Tráfico (años 80)
En 1981 abandonó Calicanto y fundó, junto con otros poetas como Armando Rojas Guardia, Rafael Castillo Zapata e Ígor Barreto, el grupo Tráfico, que rompe y cuestiona los enfoques poéticos nocturnos que prevalecían en la Venezuela de esa época. Publicaron un manifiesto literario, atribuido a Rojas Guardia,que criticaba los cánones poéticos que ellos consideraban caducos, el cual tuvo una amplia repercusión y promovió la renovación estética.
Sobre Tráfico, dice Pantin: "Éramos jóvenes entonces y necesitábamos reunirnos para compartir una pasión, una necesidad, un profundo compromiso de vida. Muchos estábamos en esas búsquedas y para compartirlas, y de alguna manera para sostenernos, nos reuníamos. En mi caso, siendo una persona muy tímida, necesitaba sentirme acompañada en mi elección de vida y menos participar en las discusiones sobre temas literarios que se daban en los distintos grupos. Estuve siempre presente, pero al margen, en un rincón, protegida."

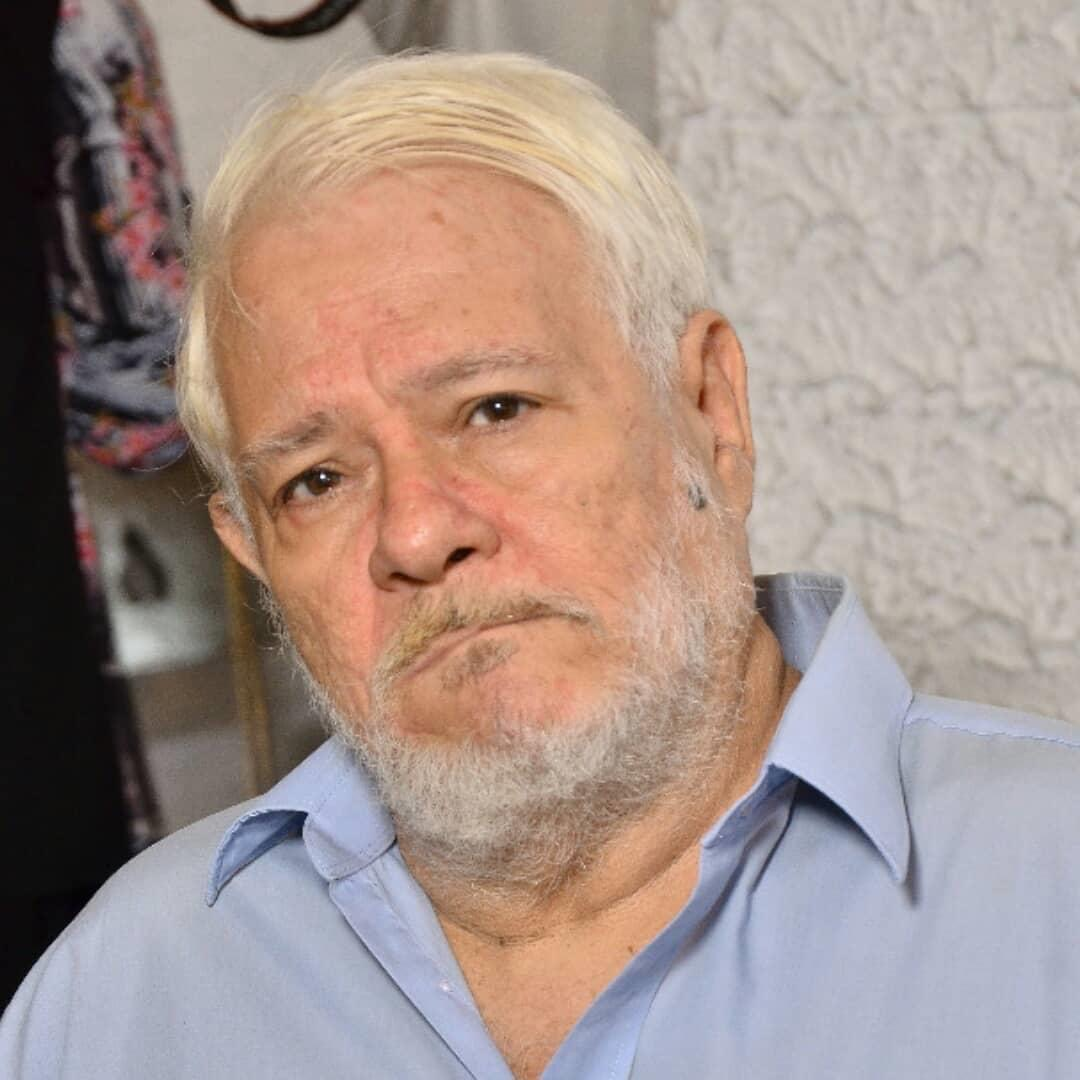
Armando Rojas Guardia, a quien se le atribuye la redacción del manifiesto de Tráfico.

El distanciamiento de los miembros del grupo Tráfico con Antonia Palacios y el taller Calicanto no fue agradable. Según cuenta Pantin cuando los poetas abandonaron el taller, Palacios lo sintió como una traición.
Sin embargo, para Antonio López Ortega, el grupo "Tráfico pudo haberse conformado a partir de una discusión abierta sobre poesía y ética en el «nuevo espacio intelectual venezolano» que se desarrolló desde las páginas del diario El Nacional y de la revista Zona Franca".Para Alejandro Castro, Tráfico fue también una salida del clóset y afirma que se trató de "una reconfiguración de los códigos de ocultamiento que obligan al silencio y aun, a la mentira de toda experiencia erótica fuera del marco heteronormativo".
Mientras que Pantin y Barreto han tomado posiciones críticas con respecto al grupo, el segundo llegando a afirmar que "la pulsión utópica es un entramado circuito de vergüenzas"; Castillo Zapata considera que "una quimera de mierda no invalida a todas las quimeras; que más vale un bello edificio de palabras que se desmorone (pues siempre quedan al menos las palabras desmoronadas) que el silencio, que siempre corre el riesgo de convertirse en cómplice de algo o de alguien".

Pronto se disolverá el movimiento y Pantin publicará poemarios como Correo del corazón, con el que obtiene la Mención de Honor de la Bienal de Poesía José Rafael Pocaterra en 1982 y Poemas del escritor con el que gana Premio Fundarte en 1989.Para la poeta María Auxiliadora Álvarez, en Correo del corazón Pantin erosiona el concepto decimonónico de ángel del hogar, "develando el nuevo destino de una mujer sola, una mujer auto-escindida del núcleo de la pareja y de la familia como establishment psicológico y social. Sostenidas (refiriéndose a Pantin, Márgara Russotto, Maritza Jiménez y a Teresa de la Parra) por el mismo estatus privilegiado (pero ahora educado y laboral) que instituyó durante la Colonia el derecho u obligación de la reproducción, sus profundos cuestionamientos nacieron y se desarrollaron de manera individual".Álvarez se refiere con especial énfasis al poema-manifiesto de autonomía femenina “Vitral de mujer sola”:
Se sabe de una mujer que está sola
porque camina como una mujer que está sola
Se sabe que no espera a nadie
porque camina como una mujer que no espera a nadie
[…]
estoy sola
y esto quiere decir que está con ella
[…]
Una mujer sola es una mujer acompañada
[…]
sólo que el privilegio que deriva de semejante atención
es más bien propio de las almas temperadas al siguiente fuego:
id contigo

para estar con vosotros.
Álvarez indica que: "El sujeto femenino de este poema ha atravesado un proceso de auto-concientización que le permite reconocerse como una entidad completa en sí misma: “id contigo / para estar con vosotros”. Solo después de realizar este proceso, podría la mujer aceptar cualquier forma de compañía"
En 1986 el Consejo Nacional de la Cultura le adjudicó una beca de creación para que impulsara sus proyectos literarios. También se desempeñará como periodista cultural del semanario Número y como coeditora de Qué Pasa.
En 1989 fue una de las fundadoras de la editorial Pequeña Venecia, donde publicará obras de poesía de autores como María Negroni, Carmen Boullosa, Blanca Varela, María Auxiliadora Álvarez o Luis Pérez Oramas.

### Ratón y Vampiro(años 90)
En 1990, con Santos López, creó la Fundación Casa de la Poesía. Publicará títulos como Paya (Una elegía), Los bajos sentimientos y La quietud. 
En la década de los 90 incursiona en la literatura infantil, publicando títulos como Ratón y Vampiro se conocen y Ratón y Vampiro en el castillo, así como la obra de teatro La otredad y el vampiro.

### El hueso pélvicoyPaís(años 2000)
En la década de los 2000 publica dos poemarios que serán fundamentales en la literatura venezolana: El hueso pélvico (2002) y País (2007).
En El hueso pélvico, la estatua de María Lionza le servirá de inspiración.En el poema, la voz narradora viaja a Caracas para una protesta y ve la estatua. La imagen de la pelvis, su "característica más notable", permanece en su mente y continúa dirigiéndose directamente a la estatua. David Smilde y Daniel Hellingerescriben que, en el poema de Pantin, la estatua representa a María Lionza como la madre de la nación, y la pelvis representa su nacimiento simbólico. También señalan que, a pesar de que la voz narradora no es creyente de María Lionza, se siente atraída por la estatua y se refiere a ella con familiaridad, además de hablar colectivamente, sugiriendo que todos los venezolanos la ven como su diosa y un símbolo de esperanza en una nación rota. Esta imaginería se reitera más adelante en el poema con un rayo de luz que brilla a través de la pelvis hacia los manifestantes.
En País, en cambio, Pantin vuelve a sus orígenes ya tratados en Casa o lobo y en La épica del padre, en busca de sus "fantasmas coloniales". 
En ambas obras hay una búsqueda de la identidad, así como un intento de construir una épica nacional alejada de lo militar. Para Gisela Kozak, en la obra de Patin "la historia se fragua desde las voces de los muertos en diálogo con los vivos, no desde el tráfago brutal de la consigna y el vocerío ideológico sin fin".Para Marina Gasparini se trata de la construcción de una patria íntima.
En 2006 publica junto con la escritora argentina Blanca Strepponi ¿Quién dijo Kartofel?, un ensayo sobre la historia de la papa, un tubérculo de origen americano que tendrá una influencia fundamental en la dieta del ser humano y que pronto se convertirá en el alimento de los pobres. En este ensayo, las autoras hacen un recorrido que va desde la América precolombina, pasando por la publicación de La riqueza de las naciones de Adam Smith, o la Oda a la papa de Pablo Neruda, hasta los problemas contémporaneos ligados a la seguridad alimentaria y la biotecnología.
En 2005 y 2006 publica para la editorial de El Nacional las biografías de Marie Curie, y Nelson Mandela. 

### Actualidad
Después de la mención honrosa que recibió en 1979, ha obtenido una serie de premios entre los que destaca el Premio Casa de América de Poesía Americana (2017); ha sido invitada a ferias de libro y festivales de poesía (por nombrar solo dos, concurrió en 1991 a la Primera Bienal de Poesía en Val-de-Marne, Francia, impulsada por el traductor y editor Henri Deluy (1991) y participó en la Bienal de Poesía de Moscú en 2019.
Aficionada a la fotografía, mostró públicamente esta faceta de su variada obra en la exposición Dedicatorias celebrada en la Fundación La Poeteca en 2019; allí se pudo ver una selección de imágenes que sacó en 2008 mientras hacía la ruta transiberiana (9.288 kilómetros desde Moscú a Vladivostok).
En 2014, la Editorial Pre-Textos publica sus obras completas, bajo el título País.Sobre esta antología, la escritora cubana Legna Rodríguez Iglesias comenta "País se llama también el décimo libro en la antología, que empieza con un poema en francés sobre Martinique, entre comillas. La portada es el dibujo de un hueso pélvico femenino, donde se ven las superficies articulares, la cresta ilíaca, los orificios sacros, el promontorio sacro, la espina isquiática, el acetábulo, el orificio obturador, el coxis y el hueso púbico. La disminución de la pelvis mayor generará en la mujer la incapacidad de desarrollar partos naturales. Aunque pudiera tratarse de una recreación libre de mariposa huesuda.¿Por qué hay, frente al mundo, un hueso pélvico de mujer representando a una mujer, con el nombre de un sustantivo que significa espacio, identidad? ¿La osamenta de mujer, diferente a la de hombre, es su última palabra, antes de desintegrarse y empezar a formar parte, silenciosamente, del universo? ¿Su sexualidad, su pubis dentro del hueso, es su última palabra?". Para Rodríguez "Pantin persigue, en el poema, la libertad, y sabemos, en el poema, que la libertad quedó atrás, mucho antes del lenguaje. Fuera del poema, la libertad es el poema."
En 2019, la revista colombiana Arcadia, con un jurado de académicos y críticos de todo el mundo, entre los que se encontraban María Negroni, Leila Guerriero, Jorge Volpi, Jorge Carrión, Horacio Castellanos Moya y Alejandro Zambra, eligió su libro País como uno de los 100 mejores libros en español escritos por mujeres en los últimos 100 años.
En 2020 publica junto con Ana Teresa Torres Viaje al poscomunismo, un ensayo de viajes en el que las autoras se preguntan: “¿Qué había ocurrido en los años de socialismo real? ¿Qué habían dejado los comunistas en su largo reinado? Entonces el pasado de aquellos países parecía ser nuestro futuro, el de Venezuela, quiere decirse”.Las autoras viajaron entre 2002 y 2012 por Polonia, Lituania, Letonia, Finlandia (no habiendo podido entrar a Estonia por un problema de visado, debieron quedarse en Helsinki), Rusia, Bielorrusia, Ucrania, Moldavia, Rumania y Uzbekistán.En el libro se tratan una cantidad de temas que van desde el terror estalinista, el derrumbamiento de la URSS, las guerras y el surgimiento de ideologías iliberales y racistas en países como Hungría y Serbia.
En el año 2020 recibe el Premio García Lorca a su trayectoria literaria.

## Obras

### Poesía

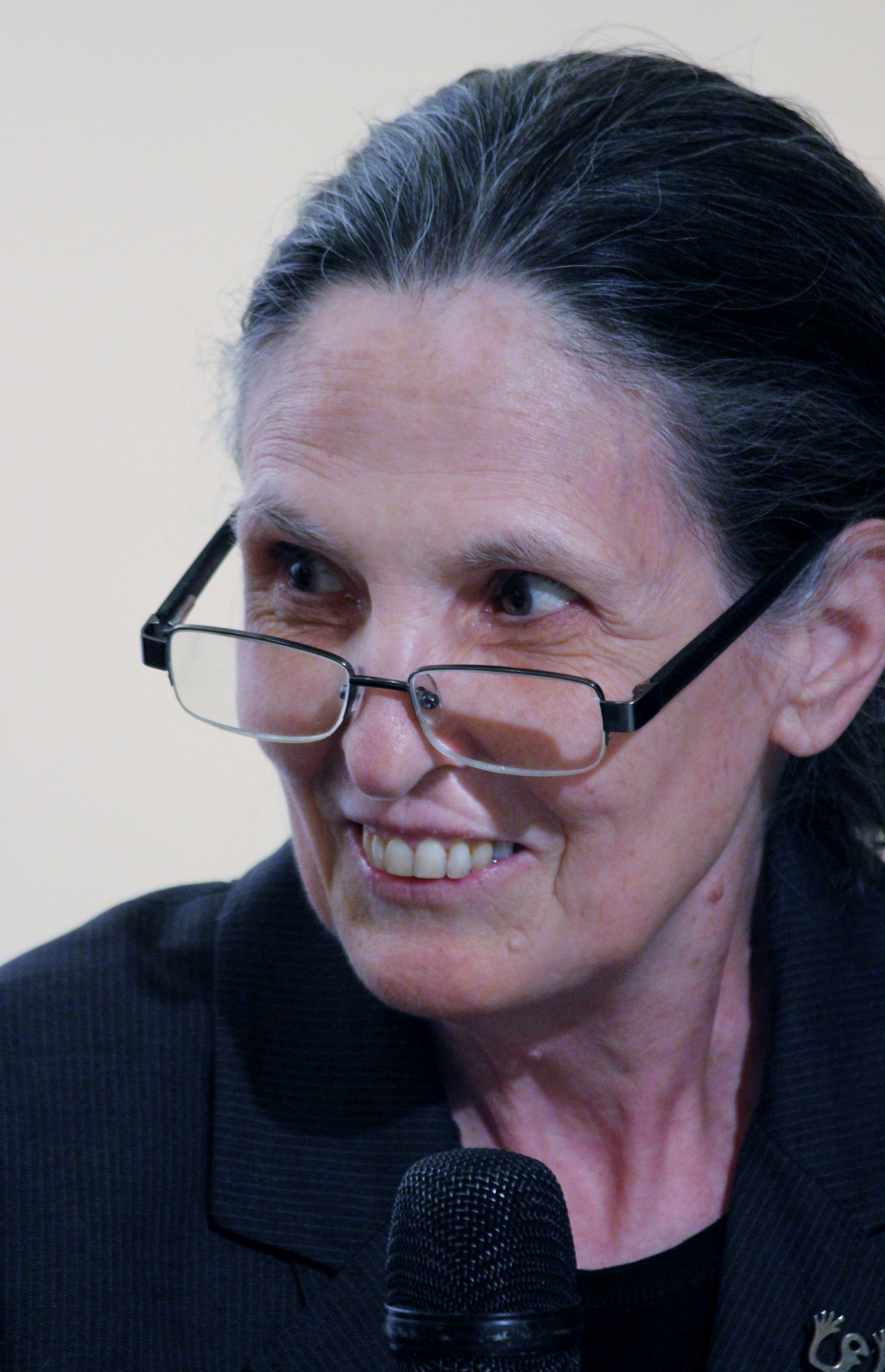
Pantin en la Bienal de Poesía de Moscú 2019

#### Poemarios
- Casa o lobo, colección Los Espacios Cálidos, Monte Ávila Editores, Caracas, 1981 (Ciencuentena de Cincuentena, 2002)
- Correo del corazón, Fundación para la Cultura y las Artes del Distrito Federal (Fundarte), Caracas, 1985
- El cielo de París, Fondo Editorial Pequeña Venecia, Caracas; 1989
- Poemas del escritor, Fundarte, Caracas, 1989
- La canción fría, Editorial Angria, Caracas, 1989
- Paya (Una elegía), Colecciones Clandestinas, Caracas, 1990
- Los bajos sentimientos, Monte Ávila Editores, Caracas, 1993
- La quietud, Pequeña Venecia, Caracas, 1998
- El hueso pélvico, Grupo Editorial Eclepsidra, Caracas, 2002
- La épica del padre, La Nave Va, Caracas, 2002
- Poemas huérfanos, La Liebre Libre, Maracay, 2002
- País, Fundación Bigott, Caracas, 2007; Frailejón Editores, Bogotá, 2021
- 21 caballos, editorial La Cámara Escrita, Caracas, 2011
- Bellas ficciones, Eclepsidra, Caracas, 2016
- Lo que hace el tiempo, Visor, Madrid, 2017
- El dragón protegido, Editorial Pre-Textos, Valencia, 2021
- Un año y unos meses, Frailejón Editores, Medellín, 2024

#### Antologías / Poesía reunida
- Poemas del escritor / El cielo de París, dos poemarios, Fundarte / Alcaldía del Municipio Libertador, Caracas, 1991
- Enemiga mía. Selección poética (1981-1997), Iberoamericana Editorial Vervuert, Madrid, 1998
- Poesía reunida 1981-2002, Otero Ediciones, Caracas, 2004
- Herencia. Selección poética (1981-2004), colección Atlántica, Ediciones Idea, Canarias, 2005
- País. Poesía reunida (1981-2011), Editorial Pre-Textos, Valencia, 2014
- El ciervo, antología, compilación de Néstor Mendoza; El Taller Blanco Ediciones, Bogotá, 2019

### Literatura infantil y juvenil
- Ratón y Vampiro se conocen, Monte Ávila Editores, Caracas, 1991
- Ratón y Vampiro en el castillo, con ilustraciones de Marcela Cabrera; Monte Ávila Editores, 1998
- ¡Splash!, con ilustraciones de Rosana Faría, Playco Editores, Caracas, 2000
- Un caballo en la ciudad, ilustrado con fotografías de Rosa Virgina Urdaneta, Playco Editores, Caracas, 2002
- Ratón y Vampiro, ilustrado por Jefferson Quintana, Lugar Común, 2012
- Era un tren de noche, con ilustraciones de la misma autora, Cyls Editores, Caracas, 2018

### No ficción
- ¿Quién dijo Kartofel?, con Blanca Strepponi, Magenta Ediciones, Caracas, 2006
- Marie Curie, biografía, Los Libros de El Nacional, Caracas, 2005
- Nelson Mandela, Los Libros de El Nacional, Caracas, 2006
- Viaje al poscomunismo, con Ana Teresa Torres,  Eclepsidra, Caracas, 2020.

### Teatro
- La otredad y el vampiro, teatro, Fundarte, Alcaldía de Caracas, 1994

## Premios y reconocimientos
- Mención de Honor del Premio Nacional de Poesía Francisco Lazo Martí 1979 por Casa o lobo
- Mención de Honor de la Bienal de Poesía José Rafael Pocaterra 1982 por Correo del corazón
- Premio Fundarte 1989 por Poemas del escritor
- Ratón y Vampiro se conocen forma parte de la lista de los mejores libros para niños 1993 y la Lista de Honor de la IBBY, la Organización Internacional del Libro Infantil y Juvenil, en 1994
- Premio al Mejor Libro del Año 2000, categoría libro infantil por ¡Splash! (Centro Nacional del Libro de Venezuela) Ficha de ¡Splash!, Playco Editores, acceso
- Residencia en el Bellagio Study Center de la Fundación Rockefeller y la beca Roberto Celli Memorial Fund para realizar con Ana Teresa Torres el proyecto de la investigación les permitió publicar, ambas como editoras, El hilo de la voz. Antología crítica de escritoras venezolanas del siglo XX (Fundación Polar, 2003)
- Premio Poetas del Mundo Latino Víctor Sandoval 2015 por su trayectoria (Seminario de Cultura Mexicana y UNAM)[31]
- Seleccionada para la antología Il fiore della poesia latinoamericana d'oggi. Secondo volume: America meridionale – I[32]
- XVII Premio Casa de América de Poesía Americana 2017 por su libro Lo que hace el tiempo[33]
- XVII Premio García Lorca a su trayectoria literaria. 2020.[28]